# بنجامين كلاب
بنجامين كلاب (بالإنجليزية: Benjamin Clapp)‏ هو ملحن أمريكي، ولد في 13 أكتوبر 1977 في بويسي في الولايات المتحدة.

## وصلات خارجية
- الموقع الرسمي
- بنجامين كلاب على موقع IMDb (الإنجليزية)
- بنجامين كلاب على موقع ميوزك برينز (الإنجليزية)
- بنجامين كلاب على موقع ديسكوغز (الإنجليزية)